# エルンスト1世 (ザクセン＝コーブルク＝ゴータ公)
エルンスト1世（Ernst I., 1784年1月2日 - 1844年1月29日）は、ザクセン＝コーブルク＝ザールフェルト公（在位：1806年 – 1826年）、後に初代ザクセン＝コーブルク＝ゴータ公（在位：1826年 – 1844年）。全名はエルンスト・アントン・カール・ルートヴィヒ（Ernst Anton Karl Ludwig）。

## 生涯
エルンストはザクセン＝コーブルク＝ザールフェルト公フランツ・フリードリヒとロイス＝エーベルスドルフ伯ハインリヒ24世の娘アウグステの間に長男（第4子）として生まれた。弟に初代ベルギー国王レオポルド1世、妹にイギリス女王ヴィクトリアの母ヴィクトリアがいる。1806年、父の死去によりエルンストはザクセン＝コーブルク＝ザールフェルト公を継承した。
1817年、ザクセン＝ゴータ＝アルテンブルク公アウグストの娘ルイーゼとゴータで結婚した。ルイーゼとの間にはエルンスト2世、姪のヴィクトリア女王の王配となるアルブレヒト（英語名アルバート）の2人の男子が生まれたが、エルンストの女好きが原因で夫婦仲は良くなかった。
ザクセン＝ゴータ＝アルテンブルク公アウグストには男子がなかったので、1822年にアウグストの弟フリードリヒ4世が公位を継承したが、フリードリヒにも子がなかった。1825年にフリードリヒ4世が死去し、ザクセン＝ゴータ＝アルテンブルク公家が断絶すると、同族であるヴェッティン家のザクセン諸侯が所領を分配することとなった。エルンストはゴータを獲得し、1826年に称号をザクセン＝コーブルク＝ゴータ公と改めた。こうして2つの公国の同君連合としてザクセン＝コーブルク＝ゴータ公国が成立した。なお、同年にエルンストはルイーゼと離婚している。
1832年、エルンストは姉アントイネッテとヴュルテンベルク公子アレクサンダーの娘で、自身の姪に当たるマリーとコーブルクで結婚した。2人の間に子は生まれなかった。